# Alankent, Kabataş
Alankent là một xã thuộc huyện Kabataş, tỉnh Ordu, Thổ Nhĩ Kỳ. Dân số thời điểm năm 2010 là 5.287 người.